# Goodies (album)
Goodies è il primo album in studio della cantante statunitense Ciara, pubblicato il 28 settembre 2004 in Nord America e il 24 gennaio 2005 nel Regno Unito dall'etichetta discografica Jive.
L'album è caratterizzato da vari up-tempo, con delle influenze hip hop e pop. All'album hanno collaborato Missy Elliott, Ludacris, R. Kelly, Petey Pablo, T.I. e Jazze Pha. Pablo appare nel primo singolo Goodies, Elliott rappa alcuni versi del secondo singolo 1, 2 Step mentre Ludacris collabora nel terzo singolo Oh. L'ultimo singolo And I è l'unico senza una collaborazione. Gran parte delle tracce sono state registrate ad Atlanta. Quattro demo, 1, 2 Step, Thug Style, Pick Up the Phon, Lookin' at You, sono state prodotte da Jazze Pha due anni prima la data di pubblicazione dell'album.

## Premi
L'artista ha ricevuto una nomination nella categoria "Miglior Nuovo Artista" ai Grammy Awards del 2006, premio poi vinto da John Legend
1, 2 Step ha ricevuto una nomina per "Miglio canzone Rap con Collaborazione", ma è stato vinto dalla canzone Numb/Enocre di Jay-Z e i Linkin Park.

## Tracce
1. Goodies (feat. Petey Pablo) – 3:43 (Jonathan Smith, Sean Garrett, Ciara Harris, Craig Love, LaMarquis Jefferson)
2. 1, 2 Step (feat. Missy Elliott) – 3:23 (Ciara Harris, Phalon Alexander, Missy Elliott)
3. Thug Style – 4:25 (Ciara Harris, Phalon Alexander, Johnta Austin)
4. Hotline – 3:23 (Ciara Harris, Shondrae Crawford)
5. Oh (feat. Ludacris) – 4:16 (Ciara Harris, Andre Harris, Vidal Davis, Christopher Bridges)
6. Pick Up the Phone – 3:48 (Ciara Harris, Phalon Alexander, Johnta Austin)
7. Lookin' at You – 3:35 (Ciara Harris, Phalon Alexander, Johnta Austin)
8. Ooh Baby – 3:37 (Keri Hilson, Sean Garrett, Harold Lang)
9. Next to You – 3:13 (R. Kelly)
10. And I – 3:53 (Ciara Harris, Adonis Shropshire)
11. Other Chicks – 4:21 (Ciara Harris, Lakiesha Miles, Demetrius Spencer)
12. The Title – 4:13 (Ciara Harris, Jasper Cameron, Skip Scarborough)
13. Goodies (feat. T.I. & Jazze Pha) – 4:14 (Jonathan Smith, Sean Garrett, Ciara Harris, Craig Love, LaMarquis Jefferson)

Durata totale: 50:04
Edizione europea e giapponese
1. Crazy – 3:51 (Ciara Harris, Demetrius Spencer, Johnta Austin, Kevin Hicks)

## Classifiche

### Classifiche settimanali
| Classifica (2004-05) | Posizione massima |
| -------------------- | ----------------- |
| Australia            | 46                |
| Belgio (Fiandre)     | 88                |
| Francia              | 65                |
| Germania             | 67                |
| Irlanda              | 36                |
| Nuova Zelanda        | 29                |
| Paesi Bassi          | 79                |
| Regno Unito          | 26                |
| Stati Uniti          | 3                 |
| Svizzera             | 52                |

### Classifiche di fine anno
| Classifica (2004) | Posizione |
| ----------------- | --------- |
| Stati Uniti       | 177       |
| Classifica (2005) | Posizione |
| Stati Uniti       | 19        |